# C.O.L.D.
Albums de Mercyless
Coloured Funeral
(1993) Sure to be Pure
(2000)
C.O.L.D. est le troisième album studio du groupe français Mercyless.
Paru en 1996, ce 3e album marque un changement dans le style musical du groupe. Moins death metal que ses prédécesseurs, les compositions sont plus sombres, plus froides. Pour cet album, le groupe se renforce d'un musicien supplémentaire, Tom Smith aux claviers. La section rythmique a elle aussi changée, Pierre Lopès (basse) et David Kempf (batterie) sont les nouveaux arrivants.

Mécontents du travail promotionnel de son label, Mercyless fera retirer l'album des bacs. Il sera réédité en 1999 sur le label allemand Impact Records avec une pochette différente.

## Liste des titres
- Toutes les musiques sont signées par le groupe, les paroles sont de Max Otero.

1. Abortive Attempt - 4:37
2. If the Live in Ecstasy - 3:27
3. Fluids - 5:50
4. Dorian - 4:08
5. Neutral - 4:28
6. A Nice Day to Survive - 3:37
7. AP 4 PN - 4:42
8. Personnality on Relief - 4:49
9. Servant - 4:43
10. Still Life - 4:12

## Musiciens
- Max Otero : chant, guitares.
- Stéphane Viard : guitares.
- Tom Smith : claviers.
- Pierre Lopès: basse
- David Kempf : batterie, percussions.